# Igreja Nossa Senhora de Fátima
A Igreja Nossa Senhora de Fátima, também conhecida como Igrejinha da 307/308 Sul, foi o primeiro templo católico em alvenaria a ser erguido em Brasília, inaugurado em 28 de junho de 1958.
Após a pedra fundamental em 26 de outubro de 1957, a igreja foi construída em cem dias, com o objetivo de pagar uma promessa da primeira-dama Sarah Kubitschek, feita em agradecimento pela cura sua filha Márcia.

## Arquitetura e Arte

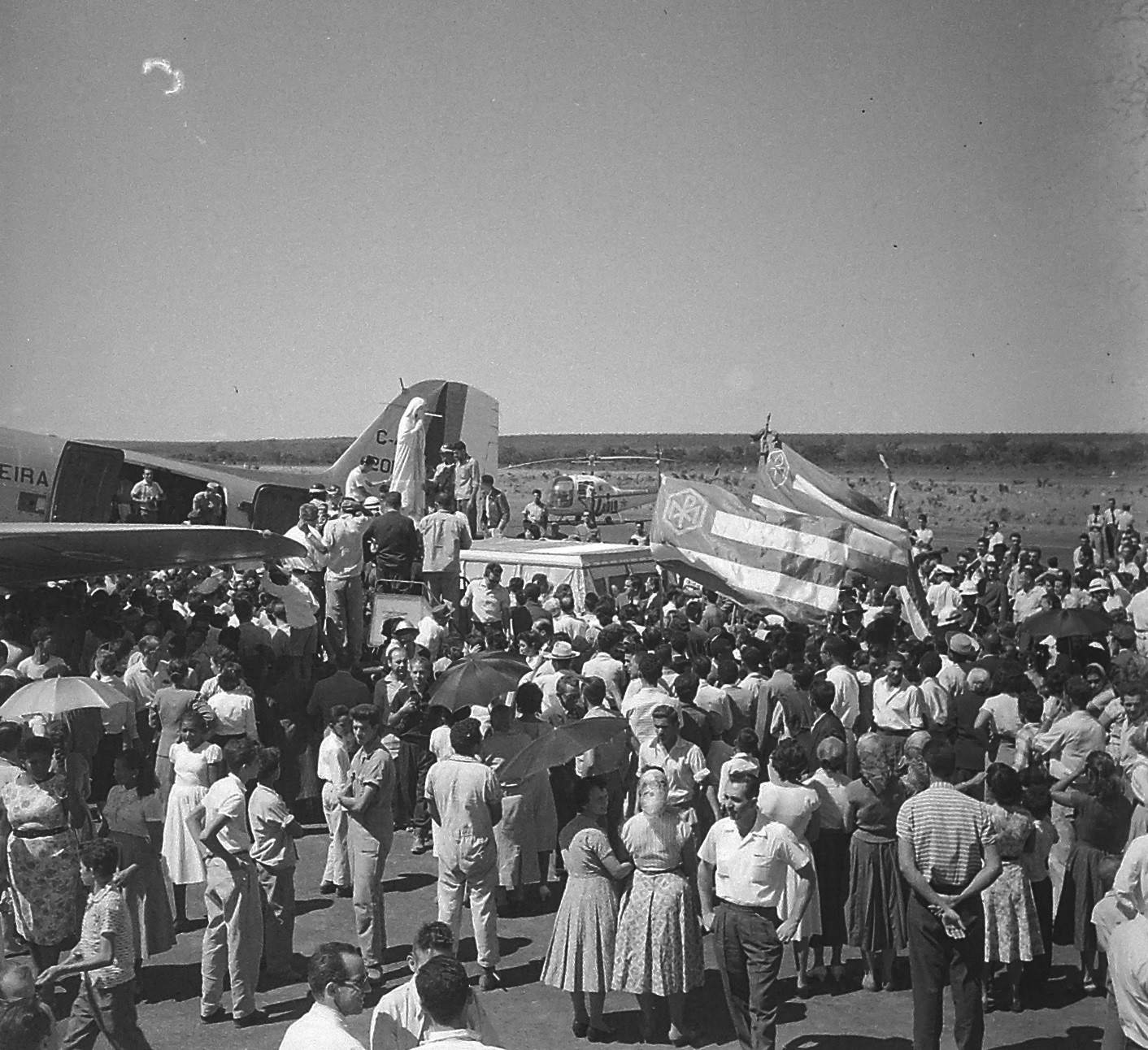
Chegada da imagem de Nossa Senhora de Fátima em Brasília em 1959 (Arquivo Nacional)

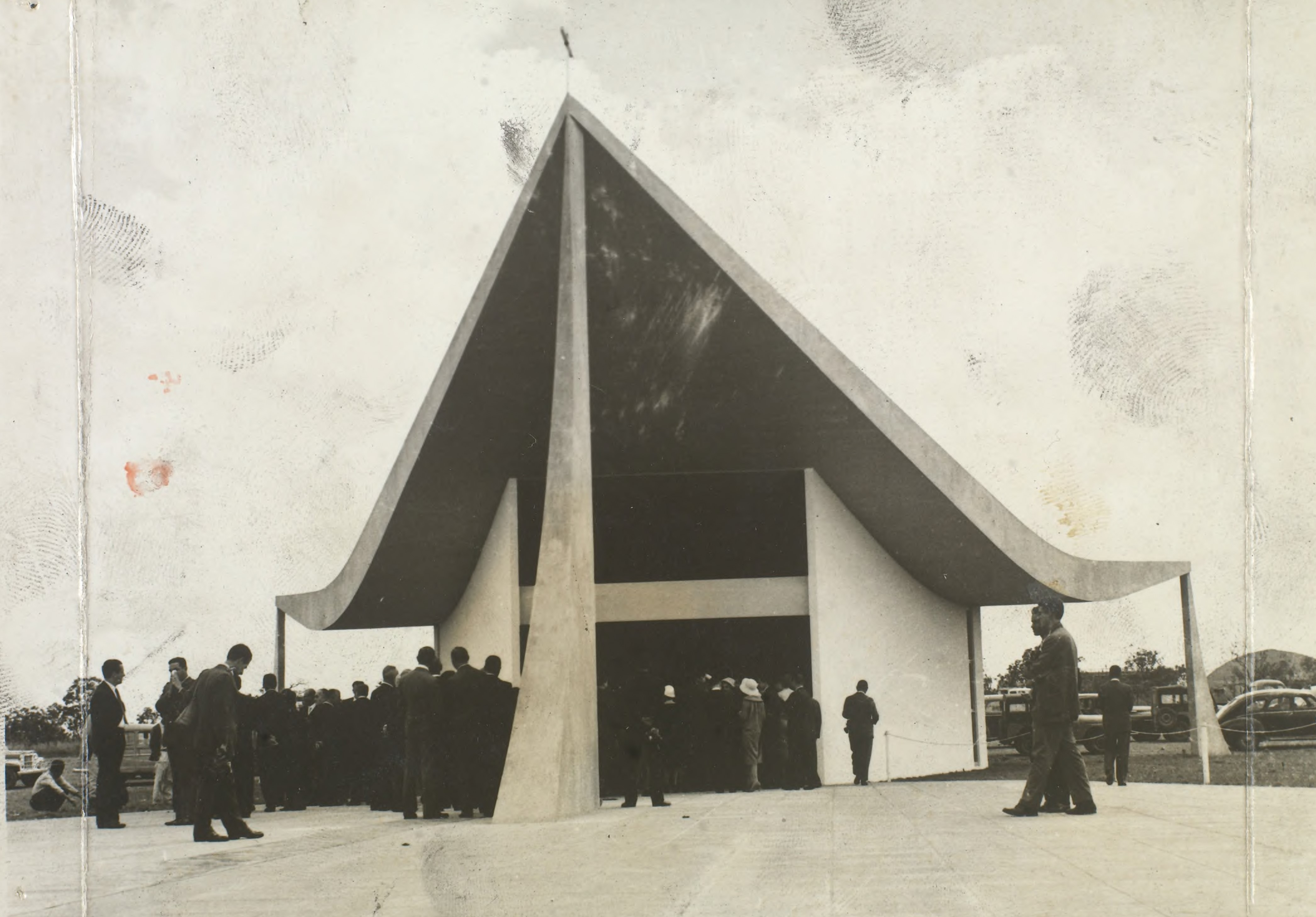
A Igreja Nossa Senhora de Fátima em 1958, ano de sua inauguração

A capela foi projetada por Oscar Niemeyer, com projeto estrutural de Joaquim Cardozo. Sua arquitetura simples parte de três pilares que sustentam uma laje triangular inclinada que faz referência a um chapéu de freiras. Em sua fachada encontram-se azulejos de Athos Bulcão. Os afrescos com bandeirolas e anjos de Alfredo Volpi, foram cobertos por tinta azul em uma reforma ocorrida na década de 1960.
A nave da igreja é composta por uma parede única curva em forma de "U" que serve de sustentação para a laje de concreto armado. No fundo do "U" forma-se uma sacristia secreta com a sobreposição de uma semi parede reta.
Na parte externa, a parede é toda revestida por azulejos criados por Athos Bulcão. Esse é o único painel de Athos com estampa figurativa: a Estrela de Belém, que guiou os Reis Magos até o Menino Jesus e a Pomba, que representa o Espírito Santo.
Internamente, até 1964, as paredes eram decoradas com afrescos de Alfredo Volpi, as pinturas traziam imagens de bandeirinhas e uma santa segurando uma criança no altar (ambos sem feições nos rostos), mas essas pinturas foram cobertas.

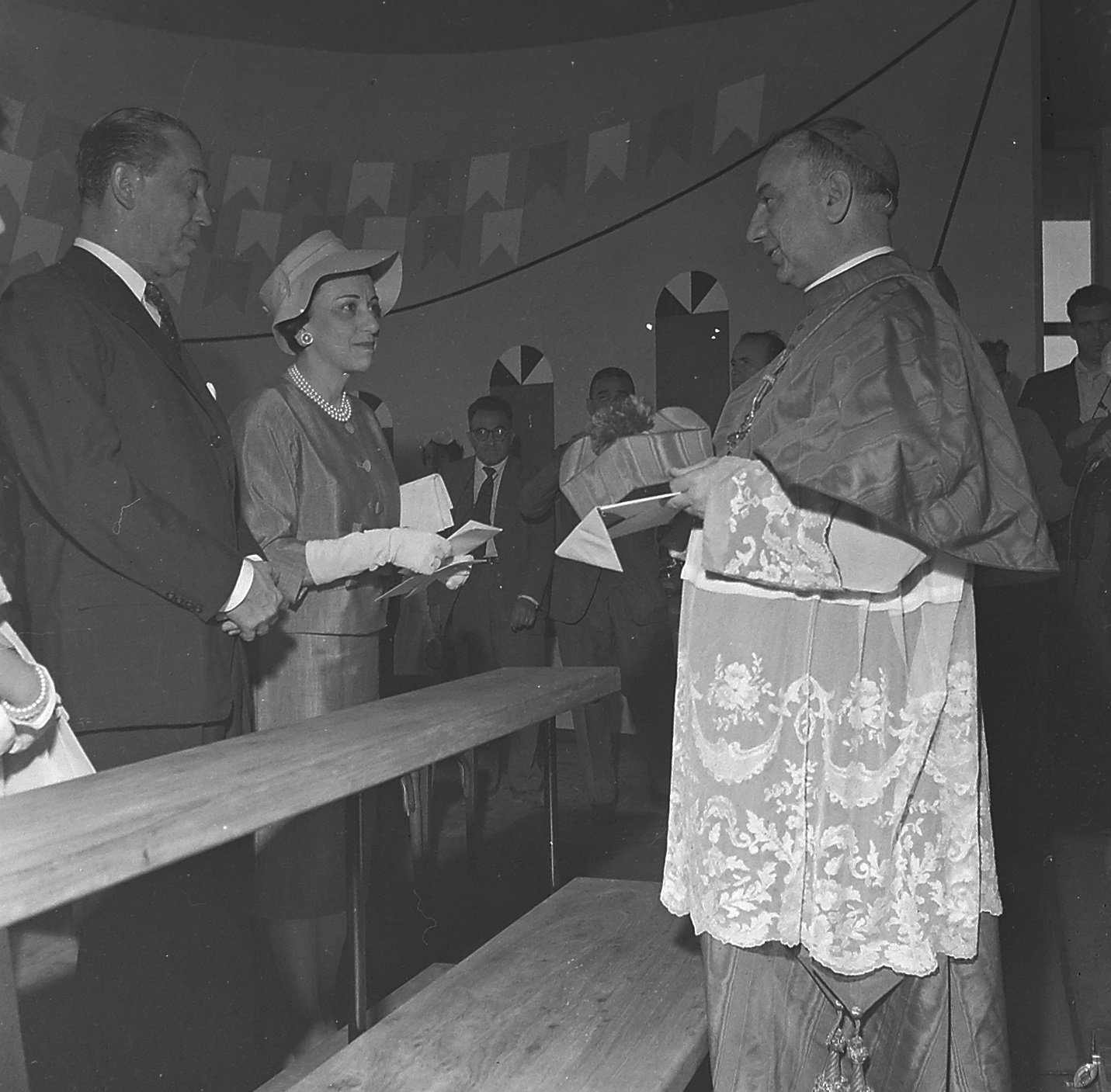
Presidente JK e sua esposa D. Sarah no interior da igreja, onde é possível ver parte dos afrescos pintados por Volpi

Em 2009, Francisco Galeno, que foi aluno de Volpi, foi convidado para fazer novas pinturas no interior da igreja. Bebendo na mesma fonte do mestre, Galeno utilizou de elementos da cultura popular, como carretéis de linha e  pipas e bandeirinhas, além de uma Nossa Senhora no altar. O artista também utilizou o azul, cor marcante em sua obra e cor atribuída a Nossa Senhora de Fátima. Segundo Galeno, elementos como os carretéis remetem ao universo feminino e os brinquedos, aos três pastorinhos que tiveram a visão em Fátima.

## Curiosidades
A data de inauguração da capela foi remarcada por três vezes: 03/05/1958, para coincidir com a data de comemoração de um ano da primeira missa celebrada em Brasília, mas a obra atrasou, sendo remarcada para 13/05 do mesmo ano e novamente não foi possível, por fim, marcada para o dia 28/06, data em que finalmente foi inaugurada.
Na Cerimônia de inauguração Dona Sarah Kubitschek descerrou a placa comemorativa, que está até hoje na igreja com os seguintes dizeres: "Este Santuário, primeiro de Brasília, foi por mandado erigir em honra a N. S. de Fátima, por iniciativa da Sra. Sarah Kubitschek em cumprimento de uma promessa". Dom Armando Lombardi deu a bênção inaugural.
Maria Regina Pinheiro e (filha de Israel Pinheiro de Dona Coary) se casou com Hindenburgo Chateaubriand Diniz logo após na sequência da solenidade de inauguração, sendo o primeiro evento da Igreja Nossa Senhora de Fátima. Dona Sarah e Juscelino foram padrinhos no enlace matrimonial.

## Galeria

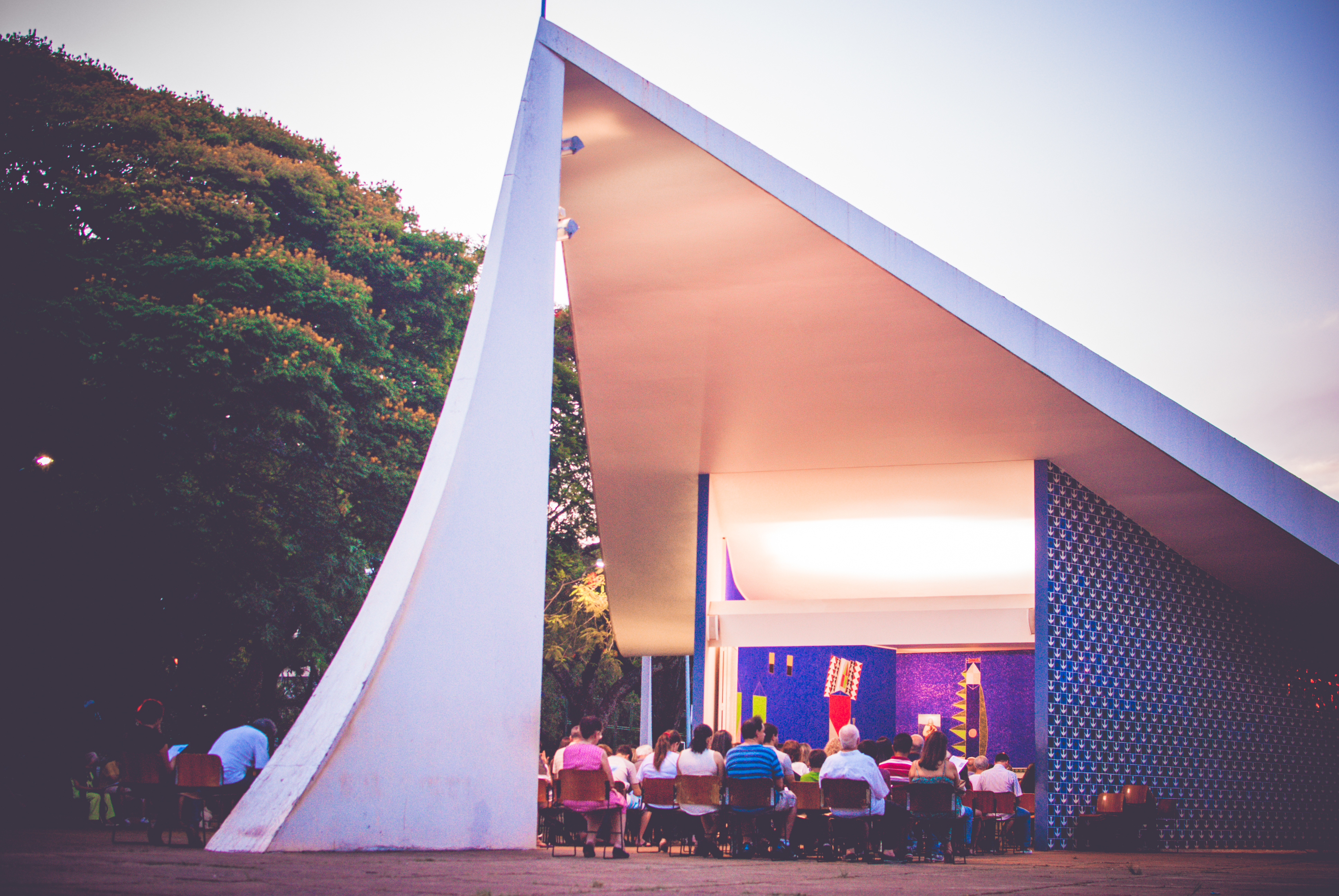
Fotografia: Camila Ghendov
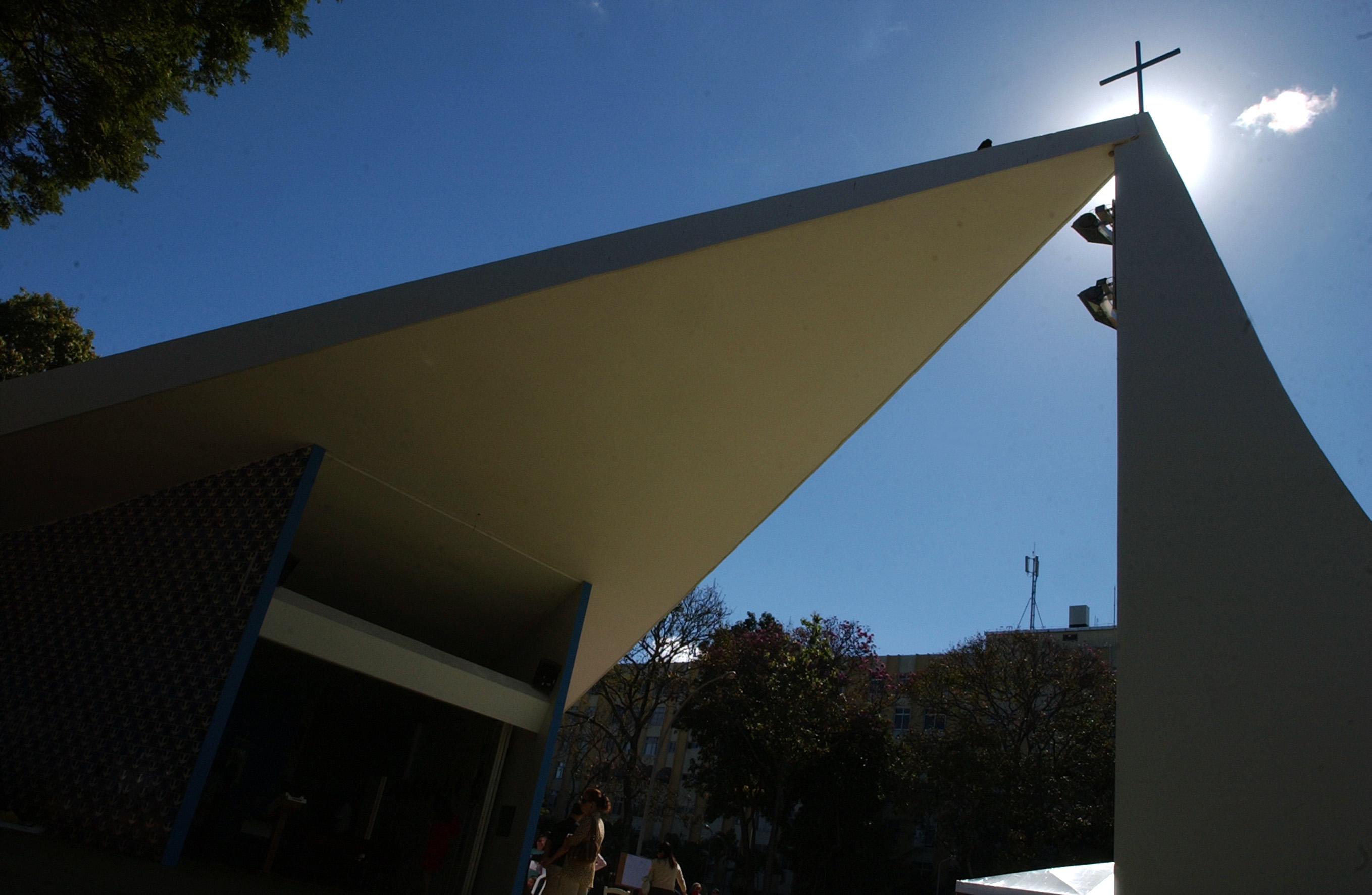
Fotografia: Fabio Rodrigues Pozzebom/ABr
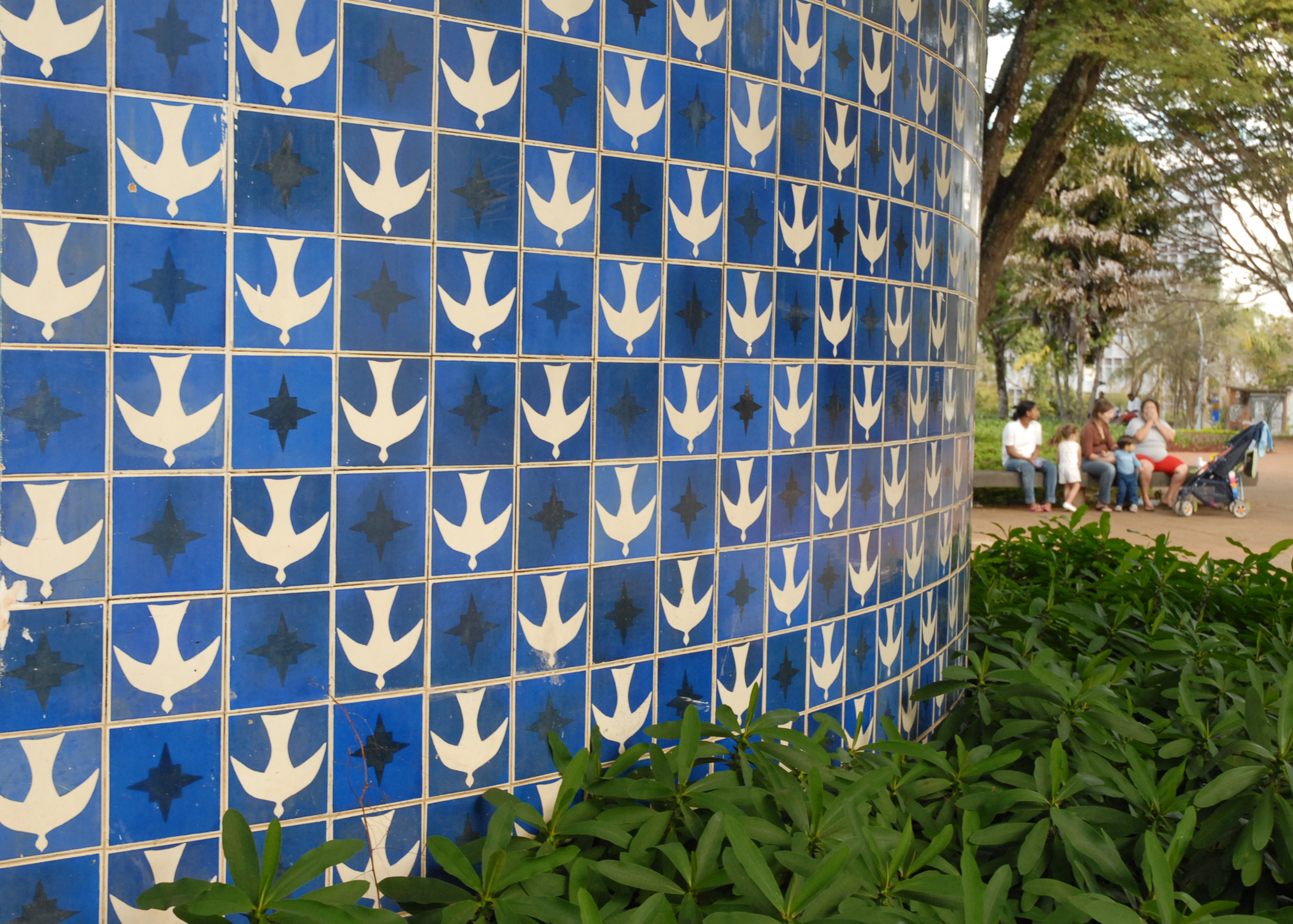
Fotografia: Agência Brasil
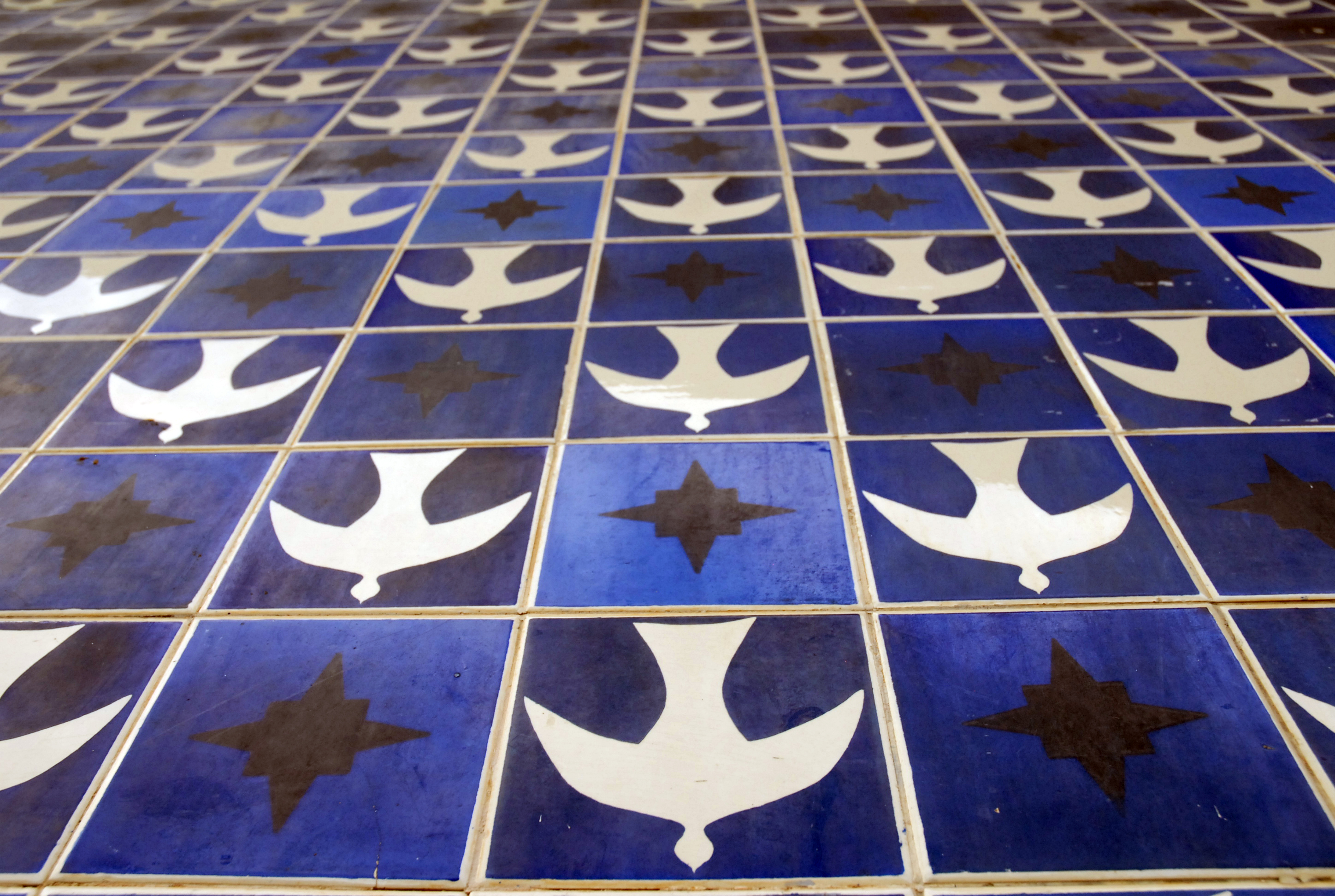
Fotografia: Agência Brasil